# Архиепархия Галвестона — Хьюстона
Архиепархия Галвестона — Хьюстона (англ. Archdiocese of Galveston-Houston, лат. Archidioecesis Galvestoniensis Houstoniensis) — архиепархия Римско-католической церкви, включающая в себя католические приходы 10 округов юго-восточной части штата Техас: Галвестон, Харрис, Остин, Бразория, Форт-Бенд, Граймс, Монтгомери, Сан-Хасинто, Уолкер и Уоллер.
Главным кафедральным собором архиепархии является Собор Пресвятой Девы Марии в Галвестоне, сокафедральным собором архиепархии — Собор Святейшего Сердца Иисуса в Хьюстоне. Архиепископом архиепархии с 2025 года является архиепископ Джо Стивен Васкес.

## История
В 1839 году Святой Престол учредил апостольскую префектуру Техаса. 16 июля 1841 года Римский папа Григорий XVI издал бреве «Universi dominici gregis», которой преобразовал Апостольскую префектуру в апостольский викариат. 4 мая 1847 года апостольский викариат Техаса был преобразован в епархию Галвестона. 19 июля 1850 года епархия Галвестона вступила в митрополию Нового Орлеана.
28 августа 1874 года епархия Галвестона уступила часть своей территории новой епархии Сан-Антонио и Апостольскому викариату Браунсвилла (сегодня — Епархия Корпус-Кристи). 15 июля 1890 года и 15 ноября 1947 года епархия Галвестона уступила часть своей территории новым епархиям Далласа и Остина.
25 июля 1959 года епархия Галвестона была переименована в епархию Галвестона — Хьюстона.
25 июня 1966 года, 13 апреля 1982 года и 12 декабря 1986 года епархия Галвестона — Хьюстона уступила часть своей территории соответственно новым епархиям Бомонта, Виктории и Тайлера.
29 декабря 2004 года Римский папа Иоанн Павел II издал буллу «Cum pacis et gaudii», которой возвёл епархию Галвестона — Хьюстона в ранг архиепархии.

## Ординарии архиепархии
- епископ Джон Тимон[англ.], CM (12.04.1840 — 23.04.1847) — назначен епископом Буффало
- епископ Жан-Мари (Джон Мэри) Один[англ.], CM (16.07.1841 — 15.02.1861) — назначен архиепископом Нового Орлеана
- епископ Клод-Мари Дюбуа[англ.] (15.10.1862 — 16.12.1892)
- епископ Николаус Алоизиус Галлагер[англ.] (16.12.1892 — 21.01.1918)
- епископ Кристофер Эдвард Бирн[англ.] (18.07.1918 — 01.04.1950)
- епископ Венделин Джозеф Нолд[англ.] (01.04.1950 — 22.04.1975)
- епископ Джон Луи Морковски[англ.] (22.04.1975 — 21.08.1984)
- архиепископ Джозеф Энтони Ференца[англ.] (06.12.1984 — 28.02.2006)
- кардинал Даниэль Николас Динардо (28.02.2006 — 20.01.2025)
- архиепископ Джо Стивен Васкес[англ.] (с 20.01.2025)

## Митрополия Галвестон-Хьюстон
Галвестон-Хьюстонская архиепархия является митрополией одноимённой церковной провинции, в которую входят 6 епархий восточной части Техаса:
- Епархия Бомонта;
- Епархия Браунсвилла;
- Епархия Виктории;
- Епархия Корпус-Кристи;
- Епархия Остина;
- Епархия Тайлера.

## Статистика
Территория архиепархии составляет 23 257 квадратных километров. Католики составляют 20 % населения этой территории. Архиепархия является крупнейшим епархией Техаса по количеству прихожан, объединяя 1 128 065 католиков в 149 приходах (2009). Приходы обслуживает 450 священников и 373 постоянных диаконов (2006).

## Значимые здания

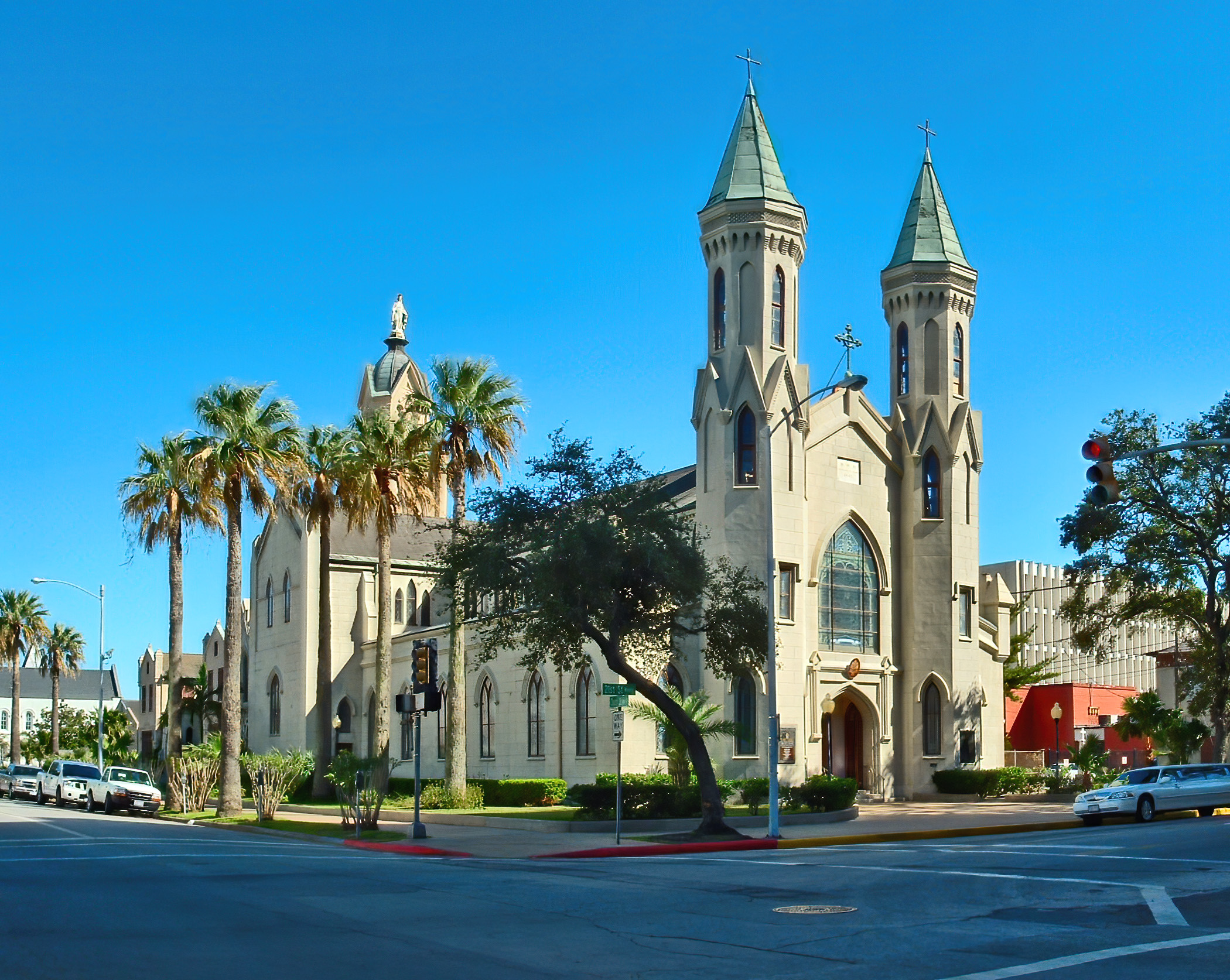
Собор Пресвятой Девы Марии
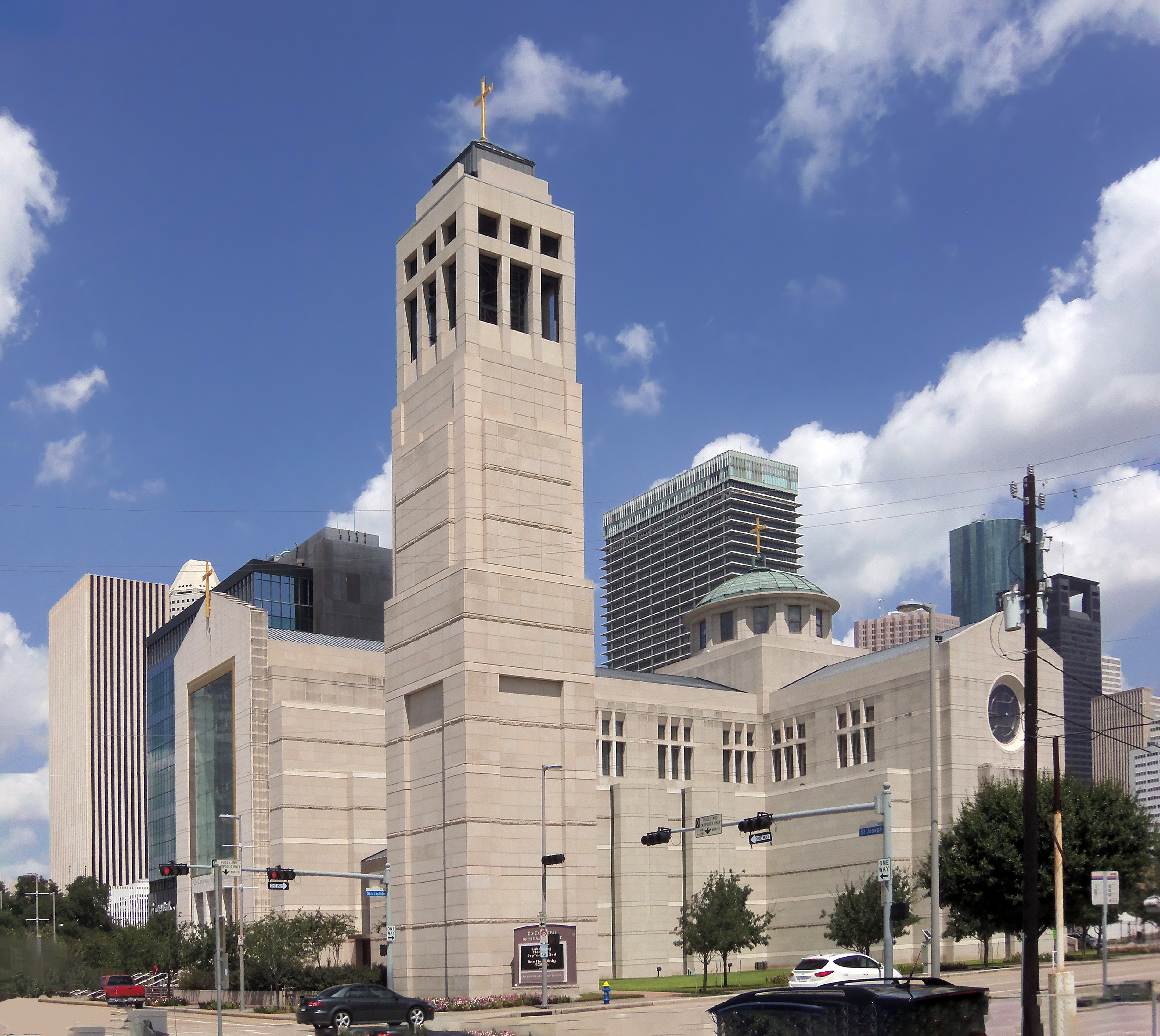
Собор Святейшего Сердца Иисуса в Хьюстоне
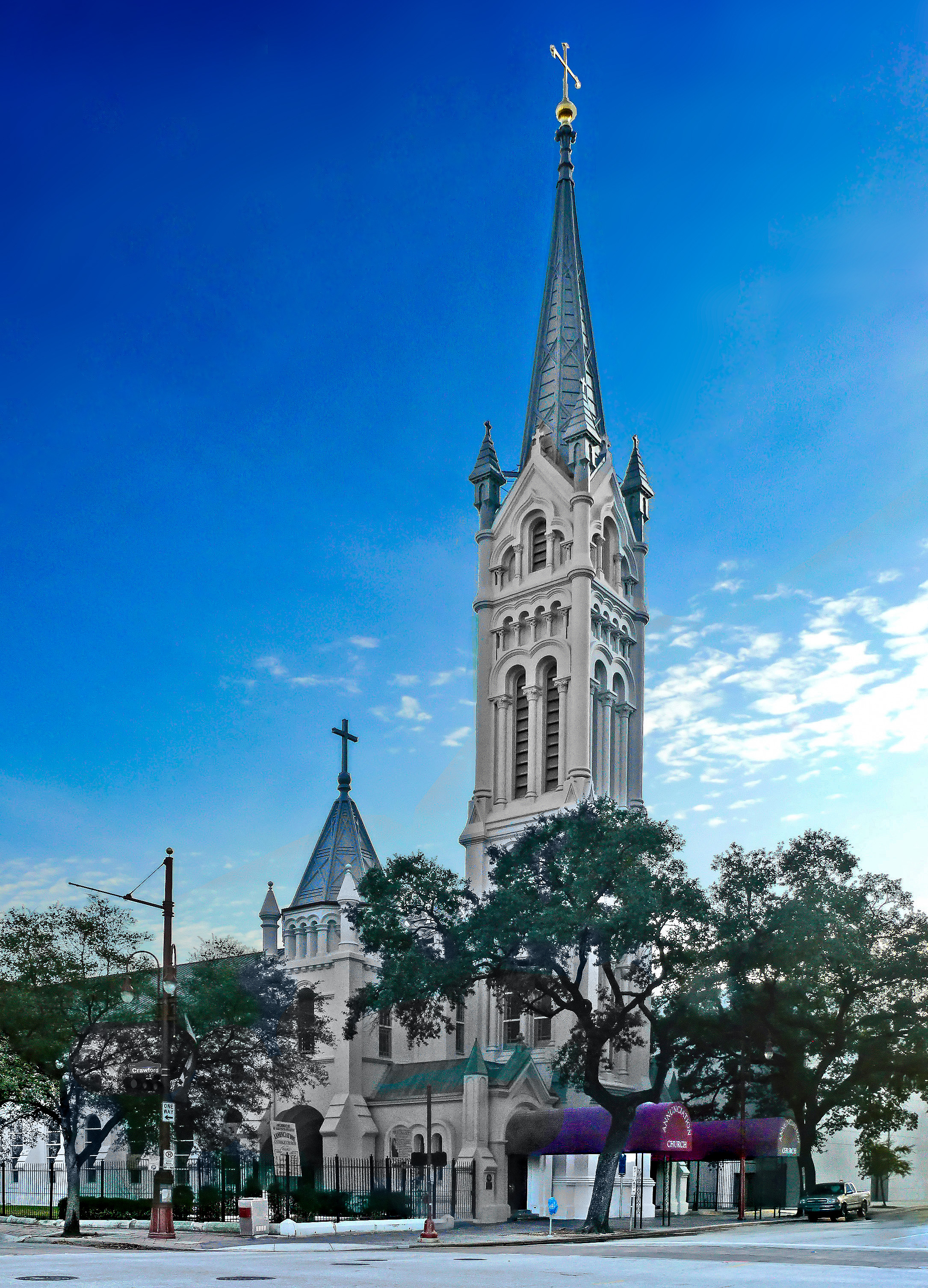
Благовещенская церковь в центре Хьюстона
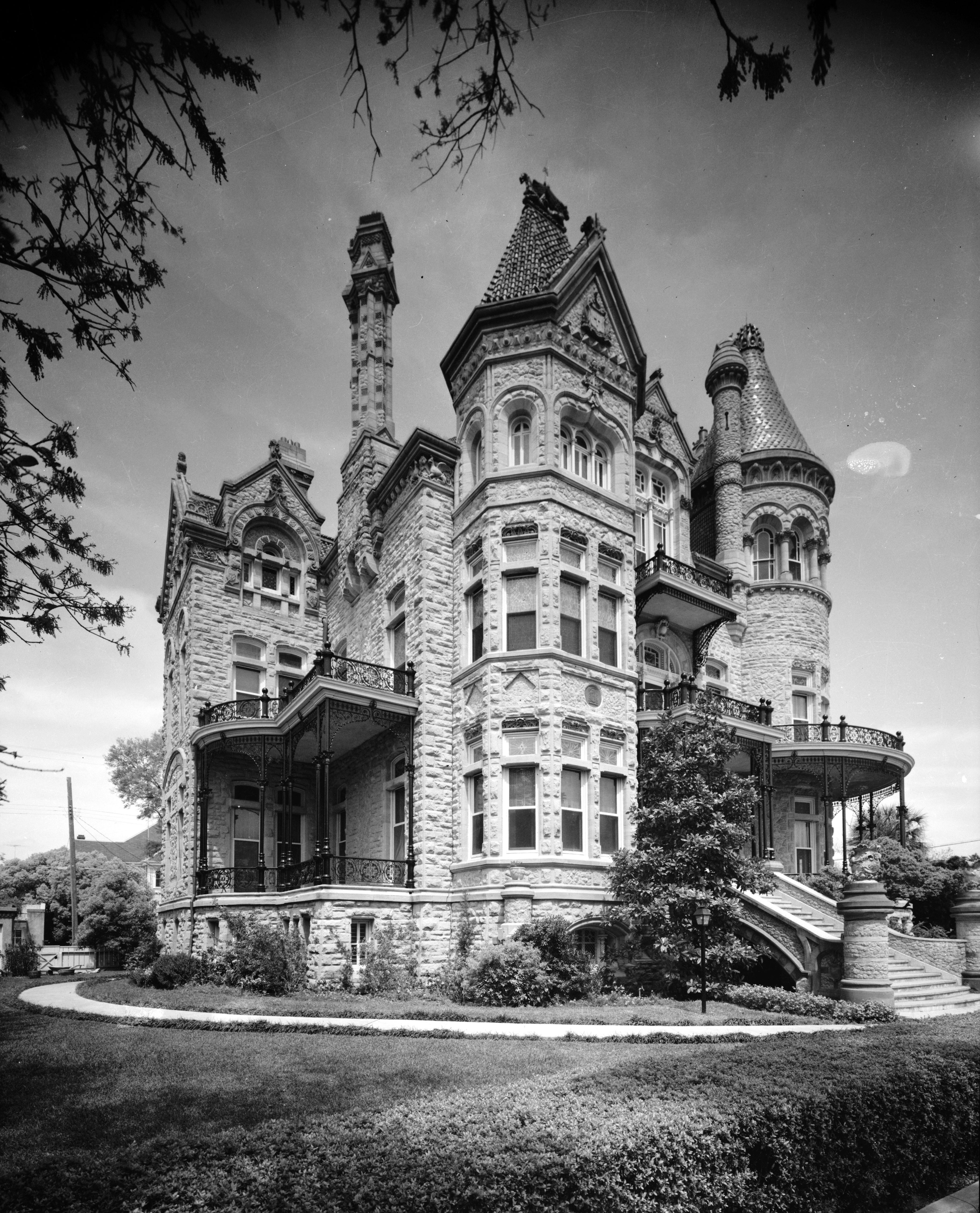
Епископский дворец в Галвестоне 1886 года